# アメリカ国立老化研究所

国立老化研究所のロゴマーク

アメリカ国立老化研究所（アメリカこくりつろうかけんきゅうじょ、英: National Institute on Aging、NIA）とは、アメリカ合衆国の国立衛生研究所（NIH）傘下の、老化の本質を理解し、健康寿命を伸ばすことを目的とした研究所である。所在地はメリーランド州ベセスダ。
1974年、アメリカ合衆国議会は「老化研究、鍛錬、健康情報の伝播、そして高齢者に関わる他の研究」に対して指導力を発揮する機関として、NIAの設立を承認した。その後の修正で、NIAはアルツハイマー病研究を行う連邦機関の最前線と位置づけられた。

## 事業
NIAの事業目的は、「高齢の米国民の健康で幸福な寿命を延ばす事」であり、具体的には
- 「老化のプロセス」・「加齢に伴う病気」・「高齢者特有の問題と需要」の研究と支援
- 熟練した研究者の訓練と開発
- 研究の進歩を加速させるための、先端資源の開発と維持
- 抗老化医学に関する広報事業

を行っている。

## 研究計画
NIAは、研究所内外の研究計画のスポンサーとなっている。研究所外の計画は、大学、病院、メディカルセンターや他の全国の公・私研究機関に資金提供を行っている。研究所内の計画は、基礎研究と臨床研究をリードしている。